# Населённые пункты Латвии
Классификация населённых пунктов Латвии —  согласно «Закону об административных территориях и поселениях», в Латвии населённые пункты подразделяются на города, сёла, малые сёла и хутора.
Статус села предоставляется соответствующим самоуправлением, на основании территориального планирования, которое определяет границы села. Статус села может быть присвоен территории, где имеется (или планируется) сосредоточенная застройка, постоянное население и соответствующая инфраструктура.

## История
1 ноября 2016 года Кабинет Министров Латвии рассмотрел доклад «О ситуации в сфере информации о топонимах и необходимости внесения изменений в нормативные акты для обеспечения использования топонимов в соответствии с Законом о государственном языке». В этом докладе говорилось, что на тот момент только 32 % от общего числа сёл (2123 села из 6437), включённых в Государственный реестр адресов, имели чётко обозначенные границы, хотя нормативные акты предусматривали, что все сёла должны иметь границы, обозначенные в территориальных планах местных самоуправлений.
Министерству охраны окружающей среды и регионального развития Латвии совместно с Министерством юстиции, Министерством обороны и Союзом самоуправлений Латвии было дано задание оценить необходимость внесения изменений в нормативные акты, определяющие классификацию и регистрацию населённых пунктов в Латвии. Первоначально предполагалось упразднить лишние населённые пункты, однако против такой меры выступила общественность: граждане указывали на то, что названия малых населённых пунктов несут в себе ценную культурно-историческую память.
Латвийское агентство геопространственной информации провело исследование, по результатам которого латвийские сёла были разделены на шесть характерных групп — крупные сёла (латыш. lielciemi), средние сёла (латыш. vidējciemi), малые сёла (латыш. mazciemi), рассредоточенные сёла (латыш. skrajciemi), дачные посёлки (латыш. vasarnīcu ciemi) и посёлки ухода (сёла для престарелых (латыш. aprūpes ciemi)).

## Классификация сельских населённых пунктов
Латвийское агентство геопространственной информации выделяет следующие типы сельских населённых пунктов:

### Крупное село
Крупное село (латыш. lielciems) — сельский населённый пункт, преимущественно компактной застройки, с общим названием и численностью не менее 400 постоянных жителей, при наличии объектов инфраструктуры (школа, клуб, детский сад, предприятия торговли, почта и т. п.) или не менее 600 постоянных жителей (при отсутствии объектов инфраструктуры). К этой категории населённых пунктов обычно относятся центры волостей и бывшие посёлки городского типа, где часто располагаются межволостные или межкраевые учреждения и объекты, а также пригородные посёлки крупных городов.

### Среднее село
Среднее село (латыш. vidējciems) — сельский населённый пункт, преимущественно компактной застройки, с общим названием и численностью не менее 40–400 (при наличии объектов инфраструктуры) или от 100 до 600 (при отсутствии объектов инфраструктуры) постоянных жителей. Средние сёла обычно были центрами бывших колхозов или совхозов, а иногда и посёлками на окраинах крупных городов.

### Малое село
Малое село (латыш. mazciems) — сельский населённый пункт с общим названием, имеющий не менее трёх компактно расположенных жилых домов. Численность жителей малого села невелика: при отсутствии объектов инфраструктуры число жителей может доходить до 100, при наличии объектов инфраструктуры – до 40. Малые сёла — самый распространенный тип сёл в Латвии.

### Рассредоточенное село
Рассредоточенное село (латыш. skrajciems) — совокупность не менее трёх усадеб с одним названием. Этот тип села чаще всего образовывался путём разделения старых ферм и усадеб, а также путем перехода от более ранних компактных сёл к усадьбам, расположенным на расстоянии. Этот тип особенно часто встречается в восточной части Латвии.

### Дачный посёлок
Дачный посёлок (латыш. vasarnīcu ciems) — сельский населённый пункт с общим названием, компактной застройкой и преимущественно сезонным населением. Эти поселки чаще всего образуются из садоводческих обществ и коттеджных кооперативов.

### Социальный посёлок
Социальный посёлок (латыш. aprūpes ciems) — сельский населённый пункт с компактной или полукомпактной структурой и общим названием, большую часть населения которого составляют лица, проживающие и работающие в учреждениях по уходу (пансионатах, школах-интернатах, санаториях, социальных домах и т. п.).

### Хутор
Хутор (латыш. viensēta) — отдельно стоящие один или несколько жилых домов, а также хозяйственные постройки, функционально связанные с этими домами, на территории, где земля преимущественно используется в сельскохозяйственных или лесохозяйственных целях.